# Casio EXILIM EX-F1
Casio EXILIM EX-F1 — псевдозеркальная камера фирмы Casio. Анонсирована в январе 2008 года. Уникальной особенностью камеры является возможность скоростной фото- (до 60 кадров в секунду при 60 кадрах в серии) и видео- (до 1200 кадров в секунду) съемки. Камера позволяет сохранять снимки не только в формате JPEG, но и в формате DNG, что встречается сравнительно нечасто в камерах этого класса.

## Скоростная съемка
Фотоаппарат позволяет снимать видеоролики в следующих режимах:
| Разрешение (пикселей) | Частота кадров (кадров/сек) | Поток данных (Мбайт/сек) | Соотношение сторон кадра |
| --------------------- | --------------------------- | ------------------------ | ------------------------ |
| 2816×2112             | 60                          |                          | 4:3                      |
| 1920×1080             | 60                          |                          | 16:9                     |
| 1280×720              | 30                          |                          | 16:9                     |
| 640×480               | 30                          |                          | 4:3                      |
| 512×384               | 300                         | 59                       | 4:3                      |
| 432×192               | 600                         | 50                       | 9:4                      |
| 336×96                | 1200                        | 39                       | 7:2                      |

## Встроенные вспышки
Подъемная вспышка камеры состоит из пары осветителей. При съемке со скоростью не более 7 к/сек может использоваться основная вспышка в режиме FP (стробоскопический режим). При более высокой скорости можно задействовать дополнительный светодиодный источник в режиме непрерывного горения.